# Deutsche Segelschiff-Kontor
Die Deutsche Segelschiff-Kontor GmbH war ein Pool von Segelschiff-Reedereien zur Abwicklung von Reparationsleistungen.
Nach Ende des Ersten Weltkriegs musste das Deutsche Reich Reparationsleistungen erbringen. Dazu gehörten auch alle Segelschiffe der eigenen Reedereien, soweit sie größer als 1.600 BRT waren. Die Reparationskommission verhandelte die Verteilungen der Schiffe an die Siegermächte.
Seit Beginn des Krieges 1914 wurden in Chile 57 deutsche Segelschiffe festgehalten. Nach Kriegsende mussten diese Schiffe nach Deutschland zurückgebracht werden, um den Alliierten übergeben werden zu können. Den deutschen Reedern gelang es, diese Schiffe mit deutschen Mannschaften besetzen zu lassen, um sie nach Europa zurück zu segeln. Zur Bemannung der Segler wurden mit dem Dampfer Lucie Woermann der Woermann-Linie und der Viermastbark Priwall der Reederei F. Laeisz Seeleute aus Deutschland nach Chile gebracht.
Die in Chile internierten Segelschiffe wurden noch einmal mit Chilesalpeter beladen, das die deutschen Reeder auf eigene Rechnung nach Europa verschiffen durften.

## Gesellschafter
- F. Laeisz, Hamburg mit den Viermastbarken Pamir, Parma, Passat, Peking, Perkeo, Petschili, Pola, Pommern, Ponape und Priwall und den Vollschiffen Pelikan und Pinnas
- G. J. H. Siemers & Co., Hamburg mit den Viermastbarken Edmund und Herbert
- Knöhr & Burchard Nfl., Hamburg mit der Viermastbark Jersbek, der Bark Osterbek und dem Vollschiff Tarpenbek
- Hans Hinrich Schmidt, Hamburg mit den Viermastbarken Carla, Henriette und Lisbeth und den Vollschiffen Marie und Mimi
- Rhederei Actien-Gesellschaft von 1896, Hamburg mit den Viermastbarken Oceana, Olympia, Onda und Ophelia und den Vollschiffen Omaha und Ostara
- F. A. Vinnen & Co., Bremen mit den Viermastbarken Barthold Vinnen und Magdalene Vinnen
- Carl Joh. Klingenberg, Bremen mit dem Vollschiff Hansa ex Wellgunde, dieses Schiff lag zum Ende des Ersten Weltkrieges in Hamburg